# Manisuris
Manisuris là một chi thực vật có hoa trong họ Hòa thảo (Poaceae).

## Loài
Chi Manisuris gồm các loài: